# Hédi Bayari
Hédi Bayari (arabe : الهادي البياري), de son nom complet Mohamed Hédi Bayari, né le 9 novembre 1955 à l'Ariana, est un footballeur tunisien.
Il est jusqu'ici le seul footballeur à avoir remporté trois fois le titre de meilleur buteur du championnat de Tunisie. Il est aussi le meilleur buteur de l'histoire du Club africain, avec 110 buts en championnat et 17 en coupe.

## Biographie

### Débuts
Bayari subit dès son enfance l'influence de son frère aîné Hattab, un joueur de football devenu son idole. À l'âge de 13 ans, il signe sa première licence-école à l'Association sportive de l'Ariana et entame un autre apprentissage sous la houlette de Skander Medelgi et Slah Guiza. En compagnie de Tarak Dhiab et plus tard Abelkader Rakbaoui et Khaled Ben Yahia, le jeune Bayari occupe ses journées par des matchs de quartier au souk Kdim de l'Ariana. À l'exemple de Tarak Dhiab et Taoufik Belghith partis pour de grand clubs, il arrive dès la saison 1972-1973 au Club africain et se met au contact d'une autre culture sportive : le club remporte le doublé à la fin de cette saison inaugurale. 

### Désillusions
Une fois la maturation achevée, Ameur Hizem lui offre sa première chance à l'occasion d'un match de coupe contre le Club sportif de Hammam Lif (5-0) et devient un atout en apportant sa touche et l'élan de la jeunesse. À Mahdia, il inscrit son premier but puis récidive, permettant ainsi à son équipe de l'emporter (2-1). Il doit néanmoins se contenter de la deuxième place derrière une Espérance sportive de Tunis plus constante et mieux armée malgré le bilan favorable au Club africain dans les derbys. Toutefois, Bayari ne prend part à son premier grand derby qu'une semaine après son vingtième anniversaire, le 16 novembre 1975, où il croise son ami d'enfance Tarak Dhiab. C'est finalement le Club africain qui l'emporte à nouveau grâce à Hassen Bayou. Le scénario identique se reproduit au match retour mais le club de Bayari n'empêche pas l'Espérance sportive de Tunis de conserver son titre. La finale de la coupe constitue une chance exceptionnelle mais Bayari ne dispute aucune des deux éditions. Ameur Hizem le sélectionne et l'aligne dans un contexte difficile face à la Libye aux éliminatoires des Jeux olympiques d'été de 1980 tenus le 13 avril 1979 à Tripoli (3-0).

### Fin de carrière
Bayari n'aura pas la carrière internationale qu'il a souhaité. En équipe nationale, les satisfactions sont mitigées avant que Bayari ne se confronte à une situation désagréable. Il participe aux qualifications à la CAN 1982 face au Sénégal mais n'est pas présent durant la phase finale. Le 10 avril 1983, il réalise un triplé face au Rwanda aux éliminatoires de la CAN 1984, devenant le troisième joueur à réaliser une telle performance en match officiel après Mohieddine Habita et Mohamed Ali Akid. Une performance qui n'a pas empêché l'élimination de la Tunisie par l'Égypte au tour suivant. Les Jeux méditerranéens se présentent alors dans une certaine morosité : le naufrage qui emporte l'équipe face à la Turquie suscite des réactions indignées à tous les niveaux. Bayari est accusé, avec trois autres joueurs, de laxisme qui aurait conduit à l'éviction. Il ne rejouera plus en sélection nationale et son compteur s'arrête donc à trente sélections et huit buts. Bayari se consacre alors au Club africain. À partir de la saison 1987-1988, ses participations deviennent intermittentes et il dispute son dernier match sous les couleurs lors de la demi-finale jouée contre la Jeunesse sportive kairouanaise en 1989 puis rejoint le club omanais d'Al-Suwaiq  avant de faire ses adieux définitifs à la compétition.

## Clubs
- 1969-1972 : Association sportive de l'Ariana (Tunisie)
- 1972-1987 : Club africain (Tunisie)
- 1987-1989 : Al-Suwaiq (Oman)
- 1989-1990 : Club africain (Tunisie)

## Palmarès
- Championnat de Tunisie : 1979, 1980, 1990
- Coupe de Tunisie : 1976
- Supercoupe de Tunisie : 1979

## Buts à son actif

### Clubs
- 1975-1976 : 7 buts en championnat
- 1976-1977 : 12 buts en championnat, 1 but en coupe
- 1977-1978 : 10 buts en championnat
- 1978-1979 : 8 buts en championnat
- 1979-1980 : 14 buts en championnat (meilleur buteur), 5 buts en coupe
- 1980-1981 : 10 buts en championnat, 1 but en coupe
- 1981-1982 : 3 buts en championnat, 1 but en coupe
- 1982-1983 : 17 buts en championnat (meilleur buteur), 3 buts en coupe
- 1983-1984 : 12 buts en championnat (meilleur buteur), 1 but en coupe
- 1984-1985 : 6 buts en championnat, 3 buts en coupe
- 1985-1986 : 8 buts en championnat, 1 but en coupe
- 1986-1987 : 3 buts en championnat, 1 but en coupe

### Sélection nationale
- 9 buts entre le 28 août 1979 et le 17 avril 1983 : 2 buts contre le Sénégal et le Rwanda, 1 but contre Malte, l'Algérie, la Côte d'Ivoire, le Maroc et le Gabon